# Warren Beatty
Warren Beatty (* 30. března 1937) je americký herec, producent, scenárista a režisér. Za svou kariéru si vysloužil desítky nominací na nejprestižnější filmová ocenění a mimo jiné mu byl udělen Oscar za nejlepší režii (v roce 1981 za film Rudí) a šest Zlatých glóbů v hereckých i nehereckých kategoriích (za snímky Třpyt v trávě, Nebe může počkat, Rudí a Bugsy). V historii Oscarů se pouze Beattymu a Orsonu Wellesovi podařilo získat současně nominace v kategoriích nejlepší režie, nejlepší film, nejlepší herec v hlavní roli a nejlepší scénář, přičemž Beattymu se toto podařilo hned dvakrát (u snímků Nebe může počkat a Rudí).